# کلید تبدیل (سیم‌کشی الکتریکی)

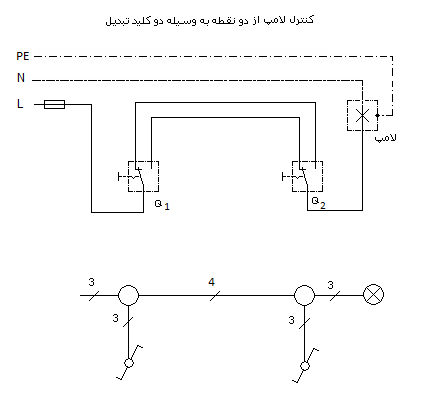
نقشه الکتریکی کنترل لامپ از دو نقطه به وسیله کلیدهای تبدیل

کلید تبدیل یا کلید دوراهه

کلید تبدیل یا دوراهه قادر به کنترل یک روشنایی از دو نقطه است. مدار کلید تبدیل برای کنترل یک یا یک گروه لامپ از دو محل استفاده می‌شود. کلید تبدیل دارای دو مدل توکار و روکار است. کلید تبدیل دارای سه ترمینال است. یکی از ترمینال‌ها مشترک و دو ترمینال دیگر غیر مشترک نام دارد. ترمینال مشترک رنگی است.
کلیدهای تبدیل دقیقاً شبیه یک کلید یک پل هستند و کسی که از قبل با آن آشنایی نداشته باشد نمی‌تواند این دو را از همدیگر تشخیص دهد. تنها تفاوت این کلید با کلید یک پل در این است که این کلیدها سه ترمینال (یا سه پیچ اتصال) دارند که معمولاً دو تای آنها نقره ای رنگ هستند و به آنها پیچ‌های غیر مشترک گفته می‌شود و یک پیچ دیگر هم وجود دارد که معمولاً طلایی یا قرمز رنگ است و به آن پیچ مشترک گفته می‌شود.
لازم به ذکر است که در صورت لزوم می توان از کلید تبدیل به جای تک پل نیز استفاده کرد.